# Боако
Боако (шпански изговор: [боˈа.ко]) је главни град и општина департмана Боако у Никарагви. Општина Боако има 61.958 становника (процењено 2019) и површину од 1.087 km² (26% одељења Боако), док департман 4.177 km².
Град Боако, са 25.537 становника (процена 2019), налази се у планинама 88 км. источно од Манагве. Боако се зове Двоспратни град, надимак му је дао др Армандо Инсер Баркеро. Једина два равна места у граду су парк и бејзбол поље.

## Историја
Древни Боако или Боако Вијехо (стари Боако) налазио се пет лига источно од данашњег града Боако. Не постоје остаци бивше популације. Основали су га шпански колонисти који су мигрирали из данашње Гватемале. 1749. године, Индијанци Замбо, Карибе и Мискиту, подстакнути британским колонистима на атлантској обали Никарагве, извршили су напад на Боако Вијехо. Уништили су град. Неколико оних који су преживели масакр побегли су на запад и основали нови град Боако (данас познат као Боакито („мали Боако“) у близини реке Маласатоја. Између 1752. и 1772. године, становништво онога што се звало Боакито преселило се на више тло, где је данас град Боако, углавном због ендемских болести и поплава које су се редовно дешавале током кишне сезоне.
Општина Боако традиционално је била део департмана Чонталес. Влада Хосеа Мадриза основала је 4. фебруара 1910. департман Херез са градом Боако као главним градом. Међутим, конзервативна влада је преокренула тај закон. Тек 18. јула 1935. влада Хуана Батисте Сакасе створила је департман Боако и Боако је одређен за главни град департмана.

## Географија
Боако се налази у брдовитом централном региону Никарагве. Његова топографија је неправилна са многим планинама, које су мање од планина на северу Никарагве. Највиши врх је Ел Серо де ла Вијеха (брдо старице) са надморском висином од 1.020 м. Просечна надморска висина надморске висине је 360 м.

## Клима
Боако има разнолику климу која се креће од оне у тропској шуми до оне на тропским травњацима са раштрканим дрвећем. Просечна температура је између 27 °C и 30 °C током лета и 18 °C у децембру. Годишња количина падавина је 1.200-2.000 мм.

## Политика и влада
Избори за општинске власти одржавају се сваке четири године. Тренутни градоначелник општине Боако је Вивиан Ороско Замора из Сандинистичког фронта националног ослобођења (ФСЛН).
Након општинских избора 2004. места су подељена на следећи начин:
Владајућа странка: Сандинистички фронт националног ослобођења: 5
Странке у опозицији: Либерална странка с уставом: 5

## Економија
Боако је економско средиште пољопривредних и сточарских земаља у региону. Град је играо важну улогу у економији Никарагве, пружајући разне производе (говедина, млечни производи) остатку земље, као и извозећи у друге земље.
Уз помоћ нових асфалтираних путева, посао из главног града државе Манагве стигао је до Боака и подстакао локалну економију. Боако сада има инсталирана казина, банке, бензинске пумпе и своје прве семафоре.
Радна снага је око 40% становништва Боака, око 23.000, са стопом незапослености од 13%.

### Образовање
Према попису образовања 2000. године, Боако има око 31.000 ученика и 350 наставника (без предшколских радника у заједници).

## Демографија
У општини Боако живи око 1% укупног становништва Никарагве. Она игра значајнију улогу у економији земље као главни произвођач говедине и млечних производа у ономе што се назива сточарским кластером.
Од 56.900 становништва (процењено 2006), 27.900 (49%) су мушкарци и 29.000 (51%) жене. Просечна старост је 21,4 године; 60,5% становништва има између 15 и 64 године.
Сеоско становништво представља 61% укупног, а градско 39%. Густина насељености је 52,36 становника / км2.

## Култура
Боако има јавну библиотеку Фернандо Бутраго Моралес, коју су након Сандинистичке револуције у јулу 1979. године основали Флавио Цесар Тијерино и група младих ученика, укључујући Рикардо Секуеира, његове ћерке, Мелбу Тијерино, Веледа Тијерино, Хумберто Ривас и Марлене Сотело. Библиотека је имала почетну колекцију од 500 књига. Касније те године, библиотека је постала део новоосноване Мреже јавних библиотека, коју је организовало и координирало Одељење за културу. Уз националну и међународну подршку влада, организација и појединаца, данас јавна библиотека Боако има колекцију од више од 8.000 књига.
Боако има неколико музеја: Музеј антропологије Боако, Градски музеј Артура Хавијера Суареза Миранде и приватни музеј у власништву Арманда Инсера Баркуероа.

### Књижевност и уметност
Хернан Роблето (романописац) и Фернандо Буитраго Моралес (песник, романописац и историчар) били су прве личности у Боаковој литератури. Боако је био родни град неколико песника и уметника као што су Армандо Инсер Баркеро, др Моисес Сотело Кастиљо, Луис Роча, Флавио Цесар Тијерино (песник и писац). Последњих година Лазаро Диаз, Хавиер Леон Валдез и други су сачинили Групо Мачута. Међу најпознатијим уметницима: сликар Армандо Моралес Секвеира, који тренутно борави у Паризу, Француској, Маријадилија Мартинез Карасас и примитивистички сликар и уметник Хулито Секвеира.

### Локалне свечаности
Локалне свечаности у част градског заштитника Апостола Сантијага (апостола Светог Јакова) почињу 25. јула. Најтрадиционалнији и фолклорни аспект ове прославе су Лос Баилантес (Плесачи), група сељака који су наступали сваке године, из генерације у генерацију од 17. века, у част заштитника Боака.